# Lophophorus
Lophophorus – rodzaj ptaków z podrodziny bażantów (Phasianinae) w rodzinie kurowatych (Phasianidae).

## Zasięg występowania
Rodzaj obejmuje gatunki występujące w Azji.

## Morfologia
Długość ciała 63–80 cm; masa ciała 1800–3178 g.

## Systematyka

### Etymologia
- Lophophorus (Lophorus): gr. λοφος lophos „czub”; -φορος -phoros „noszący”, od φερω pherō „nosić”[11].
- Monaulus: fr. Monaul „olśniak himalajski”, od hindi Munāl[12]. Gatunek typowy: Phasianus impejanus Latham, 1790.
- Lophofera: gr. λοφος lophos „czub”; łac. -fera „noszący”, od ferre „nosić”[13]. Gatunek typowy: Phasianus impejanus Latham, 1790.
- Impeyanus: lady Mary Impey (1749–1818), kolekcjonerka obrazów ptaków, wczesna awikulturolożka, który trzymała w niewoli olśniaki oraz żona sir Elijaha Impeya (1732–1809), prezesa Sądu Najwyższego w Bengalu w latach 1774–1783[14]. Gatunek typowy: Lophophorus refulgens Temminck, 1813 (= Phasianus impejanus Latham, 1790).
- Chalcophasis: gr. χαλκος khalkos „miedź”; nowołac. phasis „bażant”, od średniowiecznołac. phasis avis „bażant”[15]. Gatunek typowy: Lophophorus sclateri Jerdon, 1870.
- Metallophasis: gr. μεταλλον metallon „metal”; nowołac. phasis „bażant”, od średniowiecznołac. phasis avis „bażant”[16]. Gatunek typowy: Lophophorus lhuysii A. Geoffroy Saint-Hilaire, 1866.

### Podział systematyczny
Do rodzaju należą następujące gatunki:
- Lophophorus impejanus (Latham, 1790) – olśniak himalajski
- Lophophorus sclateri Jerdon, 1870 – olśniak białosterny
- Lophophorus lhuysii A. Geoffroy Saint-Hilaire, 1866 – olśniak zielonosterny